# Simbabwe-Gold
Der Simbabwe-Gold (englisch Zimbabwe Gold, kurz ZiG) ist seit dem 5. April 2024 die Währung Simbabwes. Er ersetzte den Simbabwe-Dollar. Die Währung ist durch Gold gedeckt und soll der hohen Inflation im Land entgegenwirken. Er wird von der Reserve Bank of Zimbabwe (RBZ) ausgegeben. Am 30. April 2024 wurde mit der Ausgabe des „ZiG“ begonnen. Im Juli 2024 wurde der Währung der ISO-4217-Code ZWG zugeordnet.
Im Oktober 2024 begann eine erste Krise rund um die neue Währung, da diese stark abgewertet wurde.

## Münzen und Banknoten
Banknoten sollen nach und nach in folgenden Denominationen ausgegeben werden:
- 1 ZiG
- 2 ZiG
- 5 ZiG
- 10 ZiG
- 20 ZiG
- 50 ZiG
- 100 ZiG
- 200 ZiG

Münzen sollen nach und nach in folgenden Denominationen ausgegeben werden:

1, 2 und 5 ZIG Münzen von 2024

- 1/100 ZiG
- 1/10 ZiG
- 1/4 ZiG
- 1 ZiG
- 2 ZiG
- 5 ZiG